# Condado de Windham (Vermont)
O Condado de Windham é um dos 14 condados do estado americano de Vermont. Sua sede de condado é Newfane, e sua maior cidade é Brattleboro.
O condado possui uma área de 2 067 km² (dos quais 16² estão cobertos por água) uma população de 44 216 habitantes, e uma densidade populacional de 22 hab/km² (segundo o censo nacional de 2000).
O condado foi fundado em 1779, como "Condado de Gloucester", adquirindo seu nome atual em 1781.